# Chucho Valdés
Chucho Valdés, född Jesús Dionisio Valdés 9 oktober 1941 i Havanna i Kuba, är en kubansk pianist, bandledare, kompositör och arrangör.
Chucho Valdés är son till Bebo Valdés, med vilken han 2008 spelade in Juntos Para Siempre, och pianoläraren och sångerskan Pilar Rodríguez. Han utbildade sig på Conservatorio Municipal de Música de la Habana från 14 års ålder. År 1959 debuterade han i orkestern Sabor de Cuba, vilken leddes av hans far. 
Chucho Valdés grundade 1973 latinjazzgruppen Irakere. Han har fått fyra Grammyutmärkelser.
Chucho Valdés son Chuchito Valdés är också jazzpianist.

## Diskografi i urval
- 1998 - Bele Bele en la Habana
- 1999 - Briyumba Palo Congo
- 2005 - Canciones Ineditas
- 2008  Juntos Para Siempre, med Bebo Valdés
- 2010  Chucho's Steps